# Regine Velasquez
Regine Velasquez, nata Regina Encarnacion Ansong Velasquez (Manila, 22 aprile 1970), è una cantante e attrice filippina.

## Discografia

### Album studio
- 1987 - Regine
- 1989 - Nineteen 90
- 1991 - Tagala Tagala
- 1993 - Reason Enough
- 1994 - Listen Without Prejudice
- 1995 - My Love Emotion
- 1996 - Retro
- 1998 - Drawn
- 1999 - R2K
- 2001 - Reigne
- 2004 - Covers, Vol. 1
- 2006 - Covers, Vol. 2
- 2008 - Low Key
- 2010 - Fantasy
- 2013 - Hulog Ka Ng Langit

### Album natalizi
- 1996 - Love Was Born on Christmas Day

### Album live
- 2000 - Regine Live: Songbird Sings and Classics

A questi dischi si aggiungono numerose raccolte e colonne sonore.

## Filmografia parziale

### Televisione
- Ako si Kim Samsoon (2008)
- Darna (2010)
- Diva (2010)
- I Heart You Pare (2011)